# قوات أمن المنشآت (السعودية)
قوّاتُ أمن المنشآت السُّـعُوديَّة هي إحدى الفروع الرئيسية للقوات العسكرية الخاضعة لوزارة الداخلية السـعودية، ووفقاً لهيكلها التنظيمي تكون مهمتها توفير الحماية اللآزمة للمنشآت الحيوية والبترولية والصناعية من خارج حرم كل منشأة والتأكد من كفائة أمن تلك المنشآت من الداخل عن طريق المشاركة في إعداد خططها والتفتيش عليها.

## النشأة
مرت البلاد بثورة صناعية هائلة وخاصة في مجال الصناعة البترولية، فأصبحت هذه الصناعة ركيزة أساسية في الوضع الاقتصادي للدولة مما تطلب التفكير في إنشاء قوة أمنية خاصة مهمتها أمن وحماية المنشآت البترولية والصناعية والتصدي لأي عبث يخل بأمن هذه المنجزات والمكتسبات الحضارية للوطن، حتى تبنى عليها إنجازات جديدة يتعاقب عليها الأجيال لتمثل واقعاً حضارياً متجدداً من غير انقطاع، ولا يتحقق ذلك إلا بإستتباب الأمن في هذه المنشآت، لأنه يوفر مناخاً فكرياً يحفز إلى الإبداع وتجدد الرؤى والأفكار التي هي الأساس في مواجهة تحديات الحاضر والمستقبل. وعلى هذا الأساس وبناءً على موافقة المقام السامي الكريم رقم 96/8 وتاريخ 16 محرم 1399 هـ صدر قرار صاحب السمو الملكي ولي العهد نائب رئيس مجلس الوزراء وزير الداخلية رقم (76) وتاريخ 16/7/1402هـ بإنشاء (قوة أمـن المنشآت) وفقاً لهيكلها التنظيمي تكون مهمتها توفير الحماية اللآزمة للمنشآت البترولية والصناعية من خارج حرم كل منشأة والتأكد من كفائة أمن تلك المنشآت من الداخل عن طريق المشاركة في إعداد خططها والتفتيش عليها، وتضمن القرار ارتباطهــا بسمو نائب وزير الداخلية تحت إشراف الأمـن العام. ومع تطور الأحداث وتضخم المسؤليات تطلب الأمر رفع مستوى ارتباط القوات إدارياً لتمكينها بصورة أفضل من أداء الدور المنوط بها، حيث صدر قرار صاحب السمو الملكي ولي العهد نائب رئيس الوزراء وزير الداخلية رقم 721 وتاريخ 5 صفر 1427 هـ بفصل قوات أمن المنشآت عن مديرية الأمن العام ويرتبط به قائد قوات أمن المنشآت كقطاع أمني مستقل إضافة للقطاعات الأمنية الأخرى.

### بداية عمل القطاع
بدأت قوات أمن المنشآت ممارسة مهام عملها الإداري بعد صدور القرار الوزاري رقم (76) وتاريخ 16 رجب 1402 هـ، وتم تشكيل إداراتها المعنية وتحديد مهامها الميدانية ومسؤلياتها الإدارية وأستغرق ذلك فترة الأربعة أعوام، وبدأ العمل الفعلي في المنطقة الشرقية بتاريخ 5 صفر 1406 هـ، حيث تولت قوة أمن المنشآت مسؤلية توفير الأمن والحماية لعدد من المنشآت البترولية والصناعية، وتوالت بعد ذلك المواقع الأخرى إلى أن وصلت إلى ما وصلت اليه الآن.

## التنظيم الإداري
وفق تشكيل قوات أمن المنشآت، ترتبط بسمو مساعد وزير الداخلية للشئون الأمنية ويديرها قائد عام للقوات ويرتبط به مساعد للقائد، إضافة إلى عدد من الإدارات العامة والإدارات المتخصصة. كما يرتبط بقائد القوات قادة أفرع لقوات أمن المنشآت بالمناطق، وعلى رأس قيادة كل منطقة : قائد ومساعد ترتبط بهما شعب وأقسام تتشابه في مهامها وأعمالها مع الإدارات الموجودة بقيادة القوات، ويتبع لكل قيادة منطقة عدد من قيادة المحافظات التابعة لها.

### قيادات قوات أمن المنشآت بمناطق المملكة
- قيادة قوة أمن المنشآت بمنطقة الرياض.
- قيادة قوة أمن المنشآت بمنطقة مكة المكرمة.
- قيادة قوة أمن المنشآت بالمنطقة الشرقية.
- قيادة قوة أمن المنشآت بمنطقة المدينة المنورة.
- قيادة قوة أمن المنشآت بمنطقة تبوك.
- قيادة قوة أمن المنشآت بمنطقة القصيم.
- قيادة قوة أمن المنشآت بمنطقة جازان.
- قيادة قوة أمن المنشآت بمنطقة عسير.
- قيادة قوة أمن المنشآت بمنطقة نجران.
- قيادة قوة أمن المنشآت بمنطقة الحدود الشمالية.
- قيادة قوة أمن المنشآت بمنطقة الجوف.
- قيادة قوة أمن المنشآت بمنطقة حائل.
- قيادة قوة أمن المنشآت بمنطقة الباحة.

## المهام
تقوم قيادة قوة أمن المنشآت في ممارستها لعملها على مهام حددت لها لتوفير الأمن والحماية للمنشآت الحيوية منها:
1. توفير الأمن والحماية للمنشآت البترولية والصناعية والحيوية من خارج كل منشأة والتأكد من كفاءة أمنها من الداخل.
2. إجراء التفتيش الأمني من خلال نقاط التفتيش سواء للآليات أو للأشخاص للتأكد من الوضع الأمني عمومًا.
3. إجراء التفتيش الأمني للتأكد من مستوى أداء الأمن الصناعي بالمنشأة.
4. المشاركة في إعداد الخطط الأمنية للمنشأة.
5. متابعة تنفيذ التعليمات والنظم والقرارات الصادرة من الجهات العليا فيما يتعلق بالنواحي الأمنية بالمنشآت البترولية والصناعية والحيوية.
6. مباشرة الحوادث التي تقع في المنشآت الواقعة في حدود مسئولياتها الأمنية والتحقيق فيها مبدئياً أو تسليمها للجهات المختصة حسب التوجيهات الصادرة والمنظمة لهذا الشأن.
7. الإشراف على تسليح رجال الأمن الصناعي والتأكد من تدريبهم على السلاح الناري والعصي الكهربائية ومتابعة حالة السلاح والتفتيش عليه في كافة المواقع.
8. القيام بتحليل المخاطر الأمنية حول المنشآت وإعداد الخطط اللآزمة لتفاديها وإجراء الفرضيات المتنوعة للتأكد من مدى فاعليتها بعد التنسيق مع الجهات ذات العلاقة.
9. إعداد وتدريب منسوبي القطاع من خلال إلحاقهم بالدورات التخصصية والقيام بزيارات للمعارض الداخلية والخارجية مما يساهم في رفع مستوى الأداء لمنسوبيها.
10. القيام بجمع المعلومات وإجراء الإحصاءات المتعلقة بعمـل القطاع.